# 裘甫之亂
裘甫（8世纪—860年），又稱仇甫。剡县（今浙江嵊州）人。唐朝後期浙东民變首领。

## 生平
大中十三年（859年）十二月，裘甫聚眾攻克象山（今属浙江）。又猛攻明州城（今宁波）。次年攻下剡縣（今浙江嵊州市），人數發展至數千人，浙东骚动，“時二浙久安，人不習戰，甲兵朽鈍，見卒不滿三百”。後又連敗浙東（今浙江紹興）觀察使郑祗德遣派的范居植军，居植在剡溪戰死；二月再击敗沈君縱、张公署、李圭領等，人數發展至三萬人，分為三十二隊，每队均置小帅。裘甫自稱天下都知兵馬使，年號羅平，分兵攻打衢州、婺州。
裘甫軍再攻下唐興（今浙江天台）、上虞（今浙江天台）、余姚（今属浙江）等縣，破慈溪，陷奉化（今属浙江）、宁海（今属浙江），咸通元年三月十九日复围象山，官兵屡战屡败。越州（治所在今浙江紹興）震動。小帅劉暀建议先取越州一带，再取浙西（今浙江西部和江苏南部），但王辂主张“据险自守，陆耕海渔，急则逃入海岛”。裘甫犹豫不决。朝廷急調安南都护王式代郑祗德为浙东观察使，统领诸道兵前往镇压，分東、西兩路，戰於海口，上畛、海遊三處，裘甫受至打擊，暗走新昌嵊縣。四月，王式入越州（今浙江绍兴），包围宁海，象山、唐兴解围，令郡縣開倉賑濟貧乏。
劉暀向裘甫說：“向從吾謀入越州，宁有此困邪！”（之前如聽我的話攻下越州，會被陷在這裡嗎？）刘暀怒斩王辂，曰：“亂我謀者，此青虫也！”，因王辂等人皆穿綠衣。六月，裘甫退守郯城，王式會回吐蕃、回鹘等軍猛攻郯城，三天凡八十三战。裘甫在剡縣被圍，夜半出城突围，刘暀、刘庆等被俘殺，參將樓茂郟生擒裘甫。另一支軍隊刘从简部在大兰山战败覆滅。八月，裘甫被俘至京師，斬於東市。
裘甫之亂爲時不久卽告平定，而亂事範圍也限於浙東一帶。《新唐書》和《舊唐書》遂對裘甫之亂皆不予重視。《資治通鑑》則大力疏理其戰事始末。